# Calvetiidae
Calvetiidae is een monotypische familie van mosdiertjes (Bryozoa) uit de orde van de Cyclostomatida.

## Geslacht
- Calvetia Borg, 1944